# سیارک ۲۴۶۰۸
سیارک ۲۴۶۰۸ (به انگلیسی: 24608 Alexveselkov، نامگذاری:1977SL) بیست و چهار هزار و ششصد و هشتمین سیارک کشف شده‌است که در ۱۸ سپتامبر ۱۹۷۷ کشف شد.